# Google Drev
Google Drev er en filopbevarings- og synkroniseringstjeneste udviklet af Google. Google Drev, som blev lanceret den 24. april 2012, giver brugerne mulighed for at gemme filer, synkronisere filer på tværs af enheder og dele filer. Ud over et websted tilbyder Google Drev apps med offlinekapabilitet til Windows- og macOS- computere og Android- og iOS- smartphones samt tablets. Google Drev omfatter bl.a Google Docs, Google Sheets og Google Slides.
Google Drev tilbyder brugere 15 gigabyte gratis lagerplads via Google One. Google One tilbyder også større lagerplads mod betaling. Uploadede filer kan være op til 5 terabyte i størrelse. Brugere kan ændre fortrolighedsindstillinger for individuelle filer og mapper, herunder muliggøre deling med andre brugere eller offentliggøre indhold. På webstedet kan brugerne søge efter et billede ved at beskrive dets udseende og bruge naturligt sprog til at finde bestemte filer, som for eksempel "find mit budget regneark fra december sidste år".